# Hexatoma (Eriocera) rubriceps
Hexatoma (Eriocera) rubriceps is een tweevleugelige uit de familie steltmuggen (Limoniidae). De soort komt voor in het Oriëntaals gebied.